# Dissotis hensii
Dissotis hensii är en tvåhjärtbladig växtart som beskrevs av Célestin Alfred Cogniaux. Dissotis hensii ingår i släktet Dissotis och familjen Melastomataceae. Inga underarter finns listade i Catalogue of Life.